# Els Mèdici: senyors de Florència
Els Mèdici: senyors de Florència (originalment en italià, I Medici) és una sèrie de televisió de drama històric creada per Frank Spotnitz i Nicholas Meyer. La sèrie va ser produïda per les companyies italianes Lux Vide i Rai Fiction, en col·laboració amb Big Light Productions de Frank Spotnitz. S'ha doblat al valencià per À Punt, que va començar a emetre-la el 21 de febrer de 2021.
La sèrie es va estrenar a Itàlia a Rai 1 el 18 d'octubre de 2016. La sèrie segueix la família Mèdici, banquers del Papa, durant el Renaixement a la Florència. Cada temporada segueix els esdeveniments d'un moment particular de la història familiar explorant el paisatge polític i artístic de la Itàlia renaixentista.
La primera temporada, titulada Els Mèdici: senyors de Florència, té lloc el 1429, any en què va morir Giovanni de' Medici, cap de família. El seu fill Cosme de Mèdici el succeeix com a cap del banc familiar, el banc més ric d'Europa en aquella època, i lluita per preservar el seu poder a Florència. La segona temporada té lloc 35 anys després i explica la història del net de Cosme, Llorenç el Magnífic. Un tercer, que completa la història de Llorenç, es va estrenar a Rai 1 el 2 de desembre de 2019.
La sèrie va assolir entre quatre i vuit milions d'espectadors a les emissions originals. Segons el compilador de qualificacions italià Auditel, l'emissió del primer episodi va atreure un rècord de 8,04 milions d'espectadors.
La sèrie s'ha emès a 190 països d'arreu del món, incloent-hi Netflix als Estats Units, Canadà, Regne Unit, Irlanda i Índia, i SBS a Austràlia.